# Taubenäcker
Taubenäcker ist ein mit Verordnung des Regierungspräsidiums Tübingen vom 12. Oktober 1987 ausgewiesenes Naturschutzgebiet mit der Nummer 4.140.

## Lage
Das Naturschutzgebiet befindet sich in den Naturräumen Mittlere Kuppenalb und Mittleres Albvorland. Es liegt im Wiesaztal etwa 200 Meter südöstlich des Stadtteils Gönningen der Stadt Reutlingen. Es ist sowohl Teil des FFH-Gebiets Nr. 7520-343 Albtrauf zwischen Mössingen und Gönningen als auch des Vogelschutzgebiets Nr. 7422-441 Mittlere Schwäbische Alb. Das Naturschutzgebiet liegt vollständig im Biosphärengebiet Schwäbische Alb.

## Schutzzweck
Laut Verordnung ist der wesentliche Schutzzweck die Erhaltung einer vielfältigen, artenreichen Flussauelandschaft mit Quelltopf, Feuchtbiotopen wie Auewald, Schilfbestände, Quellhorizonte, Naßwiesen, Streuobstwiesen, Ruderalflächen mit zahlreichen seltenen und gefährdeten Pflanzen‑ und Tierarten als Rückzugsareal im Wiesaztal.

## Flora und Fauna
Das Gebiet beinhaltet eine artenreiche Ruderalfläche, die Lebensraum und Rückzugsareal für zahlreiche Pflanzenarten wie Zweispaltiger Hohlzahn, Bunter Hohlzahn, Schlitzblättriger Storchschnabel und Vielsamiger Breit-Wegerich ist. Im Bereich der Quellhorizonte des Gebiets kommt der gefährdete Wiesen-Schachtelhalm vor. Die durch das Gebiet verlaufende Wiesaz wird regelmäßig von den Vogelarten Eisvogel, Gebirgsstelze und Wasseramsel aufgesucht.